# Doha Diamond League 2018
Il Doha Diamond League 2018 è stato la 20ª edizione dell'annuale meeting di atletica leggera, tappa inaugurale del circuito Diamond League 2018. Le competizioni hanno avuto luogo presso lo Stadio Qatar SC di Doha, il 4 maggio 2018.

## Programma
| # | Orario | Specialità             |
| - | ------ | ---------------------- |
| 1 | 18:50  | Salto triplo           |
| 2 | 18:55  | Salto in alto          |
| 3 | 19:03  | 400 metri piani        |
| 4 | 19:35  | 3000 metri siepi       |
| 5 | 19:40  | Lancio del giavellotto |
| 6 | 19:53  | 400 metri ostacoli     |
| 7 | 20:02  | 1500 metri piani       |
| 8 | 20:25  | 800 metri piani        |
| 9 | 20:36  | 200 metri piani        |

| # | Orario | Specialità         |
| - | ------ | ------------------ |
| 1 | 18:10  | Salto con l'asta   |
| 2 | 18:15  | Lancio del disco   |
| 3 | 19:13  | 1500 metri piani   |
| 4 | 19:26  | 100 metri piani    |
| 5 | 20:15  | 100 metri ostacoli |
| 6 | 20:45  | 3000 metri piani   |

     Specialità valide per la Diamond League

## Risultati
Di seguito i primi tre classificati di ogni specialità.

### Uomini
| Specialità             | 1º classificato      | Prestazione | 2º classificato         | Prestazione | 3º classificato             | Prestazione |
| 200 metri              | Noah Lyles           | 19"83       | Jereem Richards         | 19"99       | Ramil Guliyev               | 20"11       |
| 400 metri              | Steven Gardiner      | 43"87       | Abdalelah Haroun        | 44"50       | Isaac Makwala               | 44"92       |
| 800 metri              | Emmanuel Korir       | 1'45"21     | Elijah Manangoi         | 1'45"60     | Nicholas Kiplangat Kipkoech | 1'46"51     |
| 1500 metri             | Taresa Tolosa        | 3'35"07     | Elijah Manangoi         | 3'35"53     | Justus Soget                | 3'35"71     |
| 3000 metri siepi       | Chala Beyo           | 8'13"71     | Lawrence Kemboi Kipsang | 8'15"07     | Emmanuel Kiprono            | 8'16"24     |
| 400 metri ostacoli     | Abderrahman Samba    | 47"57       | Bershawn Jackson        | 49"08       | Kyron McMaster              | 49"46       |
| Salto in alto          | Mutaz Essa Barshim   | 2,40 m      | Majd Eddin Ghazal       | 2,33 m      | Donald Thomas               | 2,30 m      |
| Salto triplo           | Pedro Pablo Pichardo | 17,95 m     | Christian Taylor        | 17,81 m     | Alexis Copello              | 17,21 m     |
| Lancio del giavellotto | Thomas Röhler        | 91,78 m     | Johannes Vetter         | 91,56 m     | Andreas Hofmann             | 90,08 m     |

     Prestazione che stabilisce il nuovo record del meeting.

### Donne
| Specialità         | 1ª classificata             | Prestazione | 2ª classificata   | Prestazione | 3ª classificata | Prestazione |
| 100 metri          | Marie-Josée Ta Lou          | 10"85       | Blessing Okagbare | 10"90       | Elaine Thompson | 10"93       |
| 1500 metri         | Caster Semenya              | 3'59"92     | Nelly Jepkosgei   | 4'00"99     | Habitam Alemu   | 4'01"41     |
| 3000 metri         | Caroline Chepkoech Kipkirui | 8'29"05     | Agnes Tirop       | 8'29"09     | Hyvin Kiyeng    | 8'30"51     |
| 100 metri ostacoli | Kendra Harrison             | 12"53       | Brianna McNeal    | 12"58       | Sharika Nelvis  | 12"75       |
| Salto con l'asta   | Sandi Morris                | 4,84 m      | Holly Bradshaw    | 4,64 m      | Katie Nageotte  | 4,64 m      |
| Lancio del disco   | Sandra Perković             | 71,38 m     | Yaimé Pérez       | 66,82 m     | Denia Caballero | 63,80 m     |

     Prestazione che stabilisce il nuovo record del meeting.